# بازگشت به خانه ارواح
بازگشت به خانه ارواح (انگلیسی: Spirits' Homecoming) یک فیلم درام تاریخی به نویسندگی و کارگردانی چو جونگ ری است. این فیلم در کره جنوبی در ۲۴ فوریه ۲۰۱۶ اکران شد. این فیلم دربارهٔ زنان آسایشگر در طی جنگ جهانی دوم است.